# Isole Pedagne
Le Isole Pedagne sono un piccolo arcipelago che chiude il porto esterno di Brindisi e lo divide dal mare Adriatico.
Attualmente cinque delle sei isole sono zona militare, dato che ospitano una caserma di addestramento del 1º Reggimento "San Marco" della Marina Militare.
Il 21 marzo 2006 il Comando Forza da Sbarco di Brindisi e le isole Pedagne è stato visitato dall'ammiraglio Giampaolo Di Paola, Capo di Stato Maggiore della Difesa.

## Etimologia
Il termine Pedagne forse è collegato con il termine pedagna, che deriva dal latino volgare pedanĕa(m) (= che riguarda il piede), forse per la forma delle isole di Sant'Andrea e di Pedagna Grande, simili ad un'impronta di piede.

## Le isole

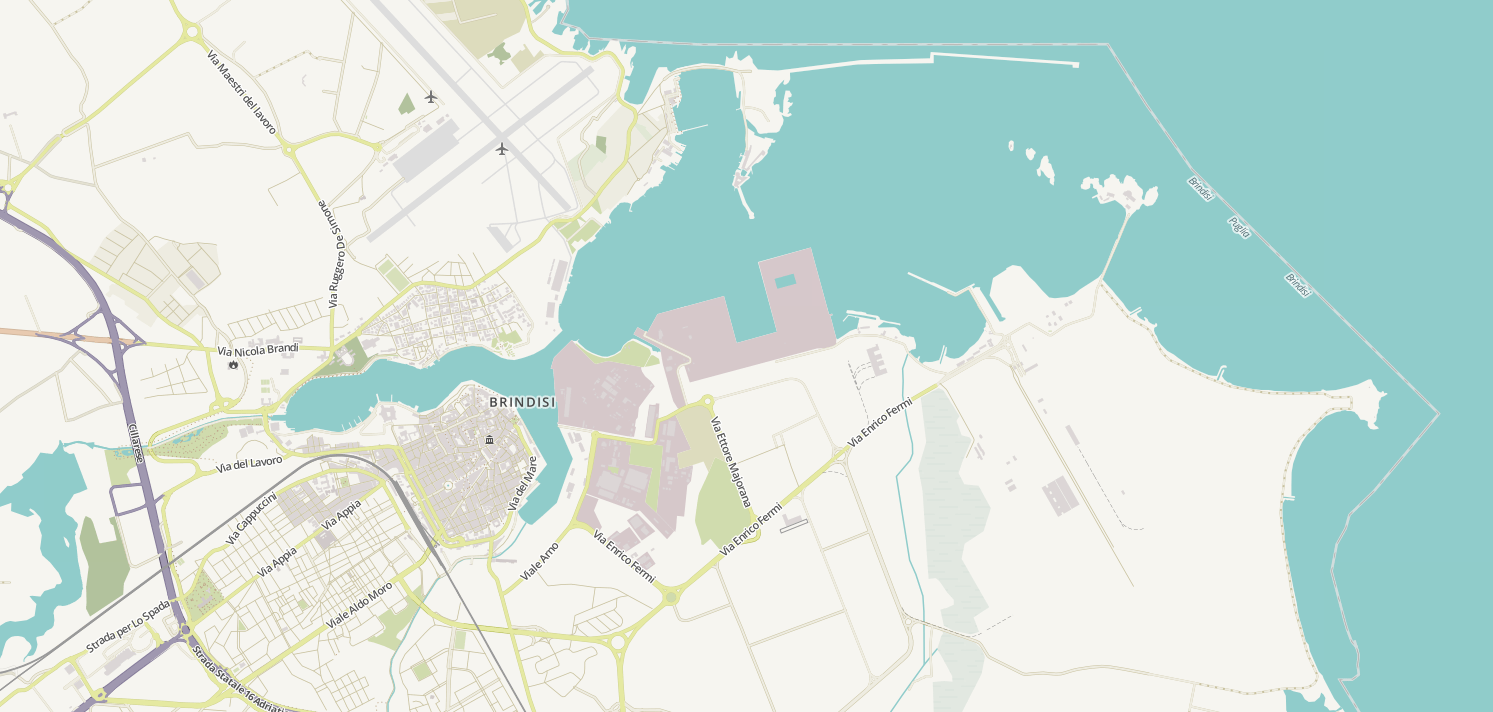
Mappa di Brindisi, sono visibili tra il porto esterno e il mare Adriatico le isole Pedagne.

### Sant'Andrea

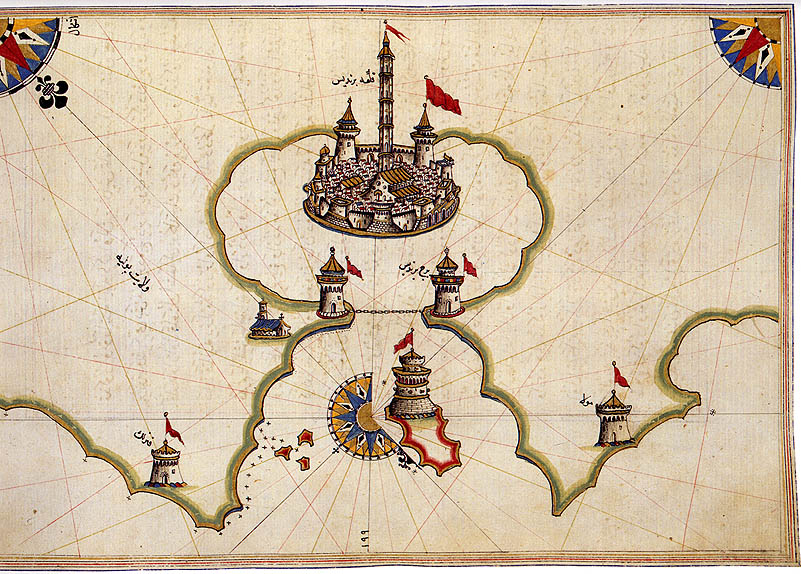
Mappa di Brindisi del XVI secolo dell'ammiraglio turco Piri Reìs, all'ingresso del porto sono visibili le isole Pedagne.

La più grande dell'arcipelago, nota anticamente con il nome di Bara, è menzionata in epoca romana da Appiano di Alessandria, Cesare, Plinio il Vecchio, Lucano; durante la guerra civile di Cesare e Pompeo (49-45 a.C.) venne utilizzata da Lucio Scribonio Libone, consuocero di Pompeo, come base d'attacco per comandare una flotta di 50 navi, ma Marco Antonio lo assediò togliendogli l'acqua potabile e costringendolo a fuggire. Nel 1059 l'isola prese il nome di Sant'Andrea perché l'arcivescovo di Oria e Brindisi Eustachio, che aveva la sua residenza a Monopoli, la concesse ai baresi Melo e Teudelmano per costruirvi un monastero in onore dell'apostolo Sant'Andrea, che nel 1062 era già stato già completato e affidato ai benedettini; nel 1579, però, il monastero era già caduto in rovina. Il culto per Sant'Andrea venne diffuso in seguito nella città e nel 1671 venne costruito una cappella dedicata al santo nella nuova chiesa di santa Teresa, che confinava con l'abbazia diroccata ed era retta dai Carmelitani Scalzi. I pochi resti dell'abbazia sono tuttora conservati al Museo Archeologico Provinciale "F. Ribezzo" della città pugliese. I Normanni costruirono il primo avamposto per la difesa della città e in seguito Carlo I d'Angiò costruì una torre cilindrica, che poi divenne la base per l'edificazione dell'attuale Castello Alfonsino, di costruzione aragonese, ordinato da Ferdinando d'Aragona, figlio di Alfonso, duca di Calabria nel 1481.
Già nel 1484 la fortezza venne attaccata dai Veneziani, guidati dal generale Francesco Marcello che, dopo aver tentato di conquistare la città via terra, tentò di conquistarla via mare; quindi ripiegò e riuscì ad occupare Gallipoli solo dopo una dura battaglia; nel 1528 la Serenissima tentò con 16 galee di attaccare nuovamente il castello, comandato da Hernando de Alarcón, inviato da Carlo V, che però non venne espugnato, costringendo le navi nemiche ad allontanarsi.
Filippo II, figlio di Carlo V, decise la fortificazione dell'isola e nel 1558 intraprese la costruzione del Forte dell'Isola, o Forte a Mare, per difendere la città da eventuali attacchi nemici. La costruzione durò 46 anni, senza mai interrompersi. Nel 1572 erano presenti a Bari e a Brindisi ben duemila soldati nelle due piazzaforti principali della Puglia; nel 1616 il forte subì un tentativo d'attacco da parte di undici vascelli veneziani, che furono dissuasi da otto grandi navi da guerra spagnole, comandate dal generale Francesco di Ribera.
A partire dal 1715 fu presidiato da cento soldati tedeschi, in seguito alla perdita del Regno di Napoli da parte di Filippo V dopo la sconfitta nella Guerra di successione austriaca. Il 9 aprile 1799 la nave da battaglia francese Le Généreux attaccò Brindisi, rimasta ancora fedele ai Borboni; i francesi, nonostante avessero perso il comandante della nave durante gli scontri per occupare la città in seguito ai cannoneggiamenti dal forte, lasciarono la città già il 16 aprile. Nel XIX secolo divenne sede di un faro e durante la prima guerra mondiale deposito di mine della Marina Militare; nel 1984 passò dalla Marina al demanio dello stato.
Nel 1934 venne costruita la batteria "Carlo Pisacane", con quattro cannoni 152/40. È collegata alla terraferma da via Torpedinieria Climene, che porta alla zona di Sciaia.

### Pedagna Grande

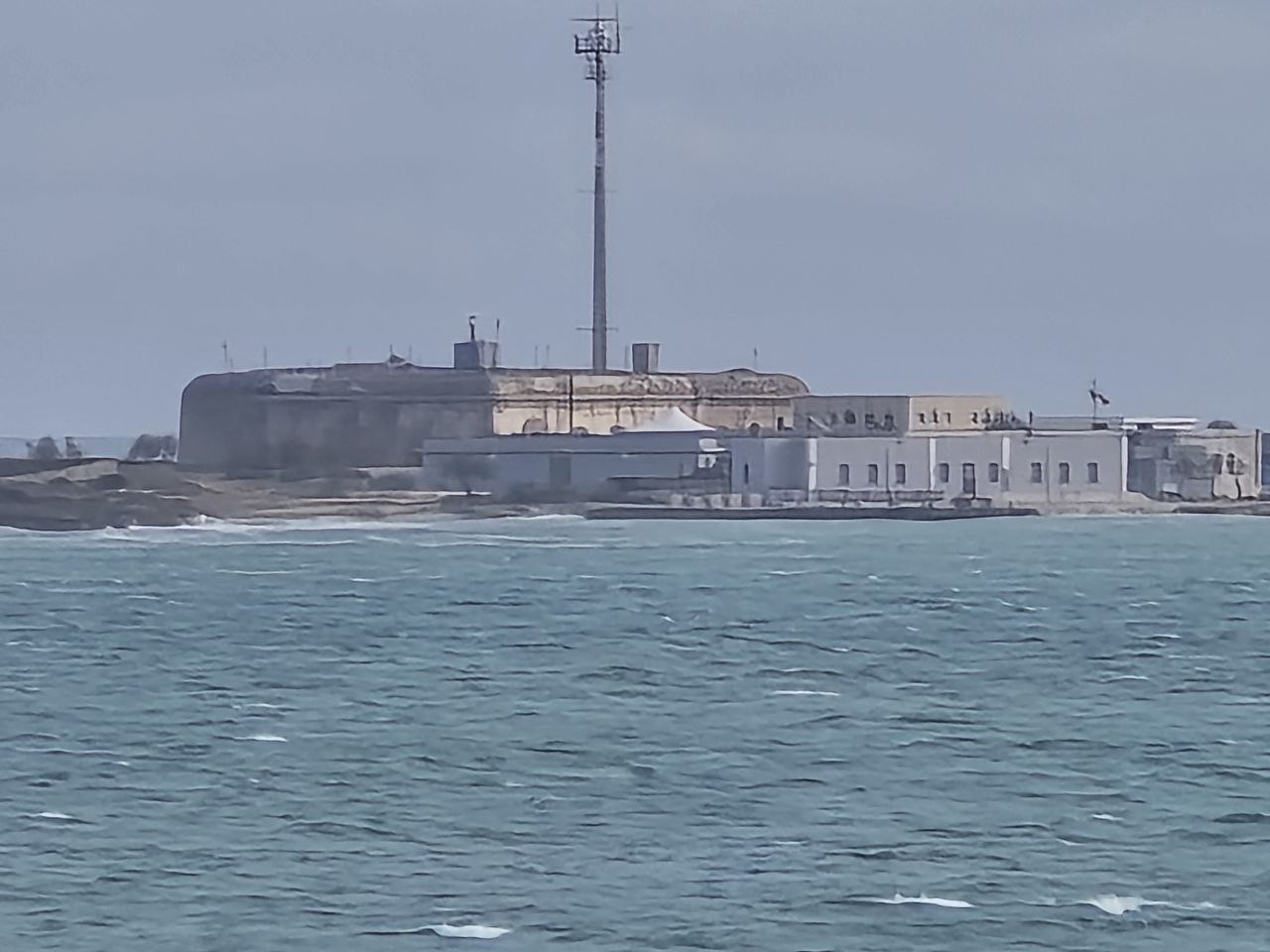
Batteria sull'isola Pedagna Grande vista dal castello alfonsino.

È la seconda isola dell'arcipelago per dimensione. Sull'isola è presente la batteria militare "Fratelli Bandiera", costruita nel 1916; tuttora è utilizzata come zona di addestramento e base operativa della Brigata marina "San Marco" ed è quindi zona militare. È collegata alla terraferma dalla strada delle Pedagne, che porta alla zona industriale di Brindisi. La superficie è di 8,63 ettari

### Giorgio Treviso
È piatta e ha bassa vegetazione e si trova tra l'isola Pedagna Grande e la Chiesa. L'isola è zona militare. La superficie è 2.270 metri quadrati.

### La Chiesa
Anch'essa è piatta e ha bassa vegetazione. Sull'isola si trova la Grotta dell'Eremita, con affreschi che forse rappresentano la Natività e che ora sono in forte degrado; un tempo vi erano anche un vano dormitorio ed una cisterna per la raccolta dell'acqua piovana. L'insediamento era collegato con il monastero dell'isola di Sant'Andrea, costruito nel basso medioevo.  La superficie è di 1,29 ettari.

### Traversa

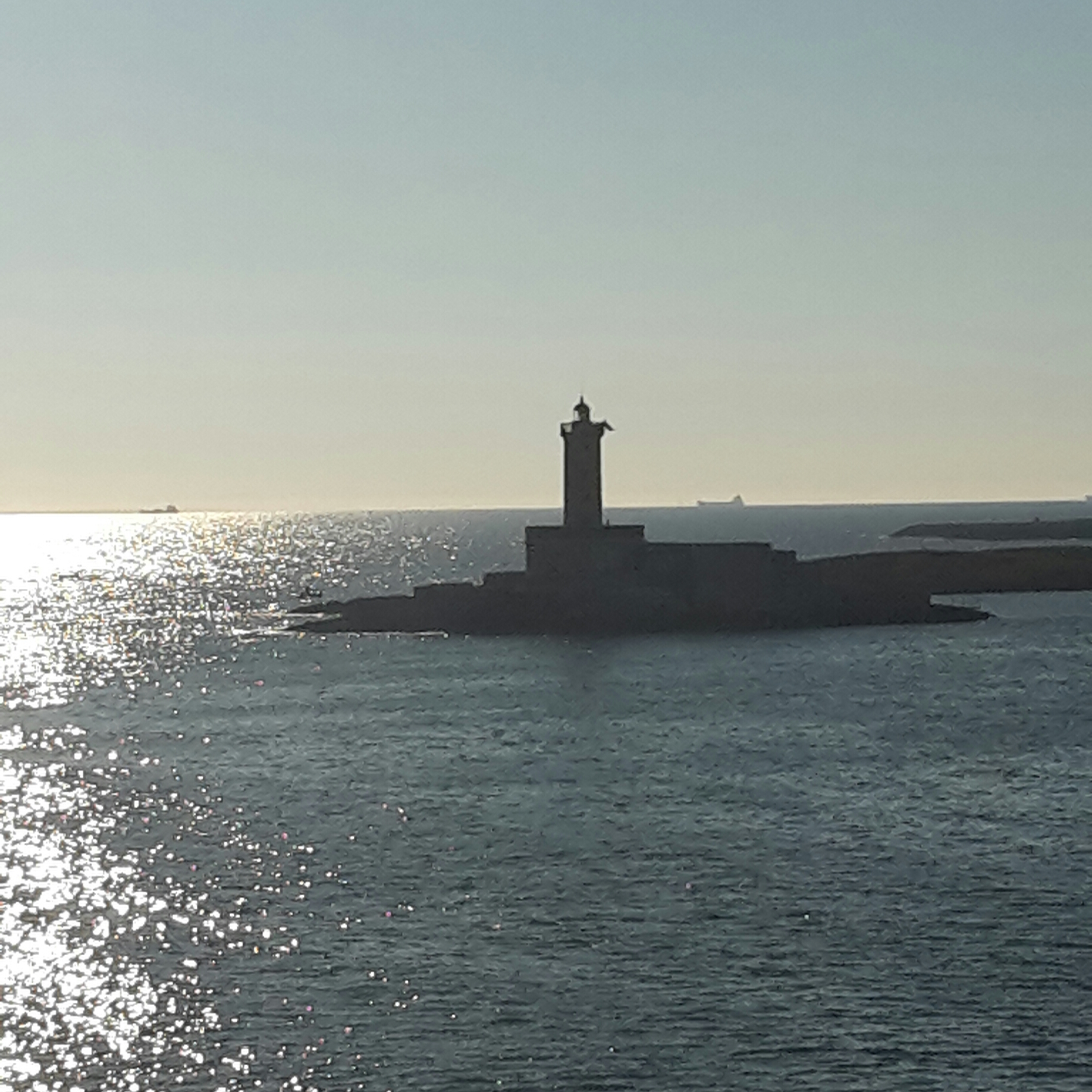
Faro sull'isola Traversa

L'isola è la seconda più piccola dell'arcipelago ed è occupata da un faro, progettato nel 1834 su un basamento circolare costruito nel 1859, e funzionante dal 1º febbraio 1861. Il faro costò 75.222 lire ed è visibile a 13 miglia di distanza; prima dell'automatizzazione era gestito da tre fanalisti. La superficie è 3.850 metri quadrati.

### Monacello
È la più piccola dell'arcipelago e non ha vegetazione, essendo solo un piccolo scoglio affiorante tra La Chiesa e Traversa. La superficie è 600 metri quadrati.

## Reperti archeologici
Nei pressi delle isole sono stati trovati un probabile relitto a 50 metri dalla costa, un'ancora romana, quattro ancore litiche, un'anfora di tipo Dressel e anfore frammentarie del I secolo a.C.-III secolo d.C..